# Chốc
Chốc là tình trạng nhiễm khuẩn ngoài da. Biểu hiện phổ biến nhất là vảy màu vàng trên mặt, cánh tay hoặc chân. Triệu chứng ít phổ biến hơn là bọng nước tại bẹn hoặc nách. Các tổn thương có thể gây đau hoặc ngứa. Thường không sốt.
Tác nhân thường do Staphylococcus aureus hoặc Streptococcus pyogenes. Yếu tố nguy cơ bao gồm chăm sóc trẻ, ở tập thể, dinh dưỡng kém, tiểu đường, các môn thể thao có tiếp xúc, và các tổn thương trên da như muỗi đốt, chàm, ghẻ hoặc herpes. Lây truyền qua đường tiếp xúc da. Chẩn đoán chủ yếu dựa vào triệu chứng.
Phòng bệnh bằng rửa tay, tránh tiếp xúc với người nhiễm và làm sạch vết thương. Thường điều trị bằng kháng sinh dạng kem chẳng hạn như mupirocin hoặc axit fusidic. Thuốc kháng sinh đường uống như cephalexin có thể được sử dụng nếu bị trên diện rộng. Thuốc kháng sinh có thể xảy ra.
Khoảng 140 triệu người (2% dân số thế giới) bị chốc trong năm 2010. Nó có thể xảy ra ở bất kỳ lứa tuổi nào, nhưng phổ biến nhất ở trẻ em. Có thể gây các biến chứng như viêm mô tế bào hoặc viêm thận tiểu cầu tăng sinh.

## Triệu chứng lâm sàng

### Chốc lây
Đây là loại chốc phổ biến nhất, còn được gọi là chốc không bọng nước, thường bắt đầu bằng một vết trợt đỏ gần mũi miệng sau đó nhanh chóng vỡ và chảy dịch hoặc mủ và sau đó tạo thành vảy màu vàng mật ong, để lại một vết màu hồng mà không để lại sẹo. Vết trợt không đau, nhưng có thể gây ngứa. Hạch bạch huyết gần đó có thể bị sưng, nhưng hiếm khi sốt. Việc chạm vào hoặc gãi các vết trợt có thể dễ dàng gây lây nhiễm đến các phần khác nhau trong cơ thể.
Loét da kèm đỏ và sẹo xảy ra do gãi.
- Tranh vẽ các vết chốc trên mặt.
- Impetigo on the back of the neck.
- Một ca lâm sàng chốc nặng.

### Chốc bọng nước

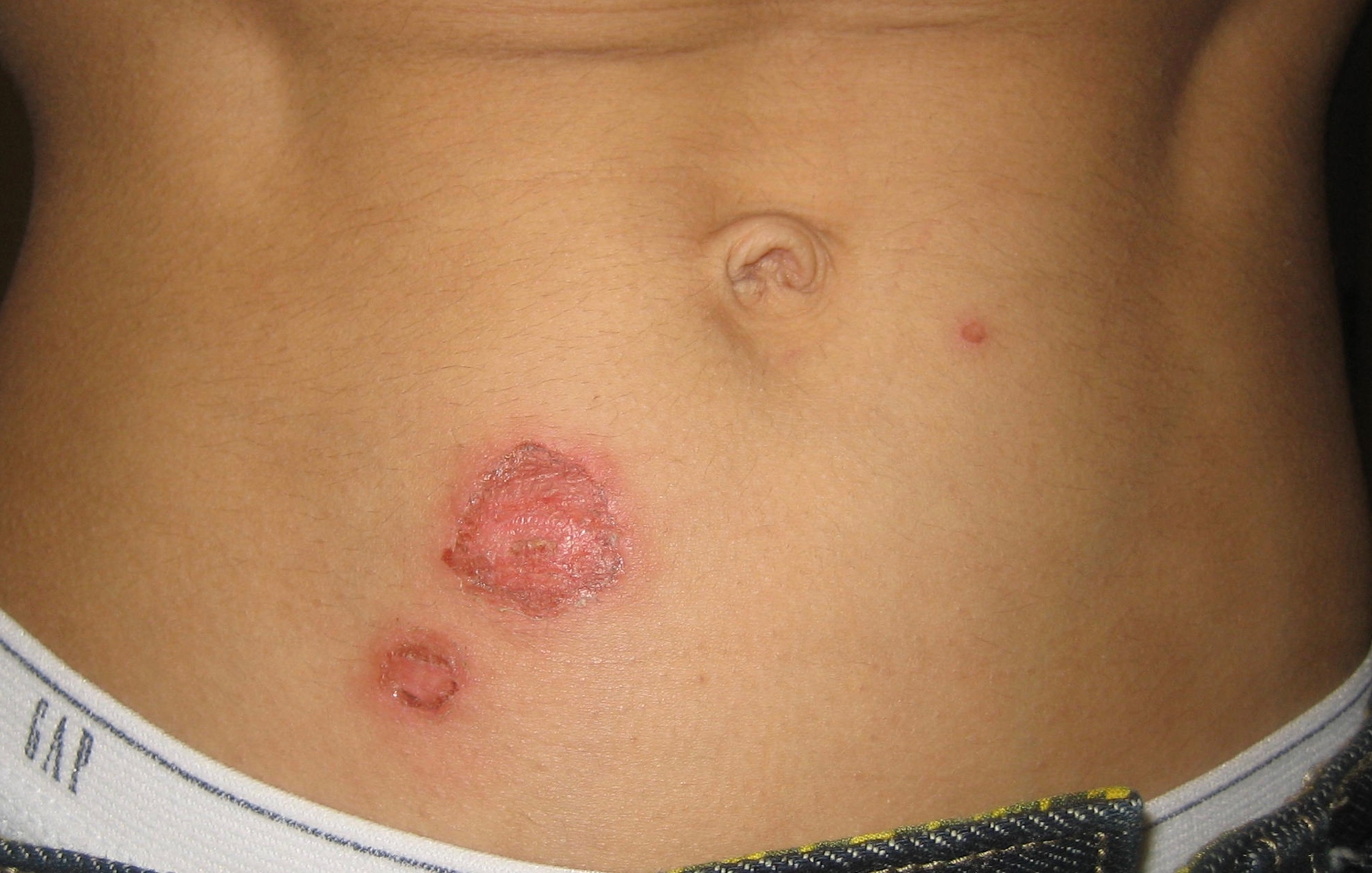
Chốc bọng nước sau khi bong nước vỡ

Chốc bọng nước chủ yếu gặp ở trẻ nhỏ hơn 2 tuổi gây đau, bọng nước chứa đầy dịch, chủ yếu là trên cánh tay, chân, và lưng có vòng đỏ và ngứa (nhưng không trợt). Các mụn nước có kích thước khác nhau. Sau khi vỡ, chúng tạo thành vảy màu vàng.

### Chốc loét
Chốc loét là một dạng chốc không bọng nước gây ra các vết trợt đau chảy dịch hoặc mủ trên nền da đỏ thường trên cánh tay và chân, tiến triển thành loét ăn sâu vào hạ bì. Sau khi vỡ, chúng trở nên cứng, dày, vảy màu xám vàng, mà đôi khi để lại sẹo. Chốc loét cũng có thể gây sưng hạch bạch huyết.